# Championnat de Roumanie de football 2024-2025
Navigation
Liga I 2023-2024 Liga I 2025-2026
La saison 2024-2025 du championnat de Roumanie de football est la 107e édition de la première division roumaine.
Dans un premier temps les seize équipes s'affrontent au sein d'une poule unique, où chaque club rencontre tous ses adversaires deux fois, à domicile et à l'extérieur, pour un total de 30 matchs chacun. À l'issue de cette première phase, la compétition est divisée en deux : les six meilleures équipes étant placées au sein de la poule pour le titre, où est déterminé le vainqueur du championnat ainsi que les qualifications européennes, tandis que les dix derniers intègrent le groupe pour la relégation, servant à déterminer les clubs relégués. Les équipes du premier groupe se rencontrent à nouveau deux fois tandis que celles du deuxième groupe s'affrontent une seule fois, pour un total respectif de 10 et 9 matchs chacun. À l'issue de la deuxième phase, le vainqueur du groupe pour le titre est sacré champion de Roumanie tandis que les deux derniers du groupe pour la relégation sont directement relégués en deuxième division et remplacés par les deux premiers de cette dernière compétition, les 13e et 14e disputent un barrage de maintien contre des équipes de deuxième division pour tenter de se maintenir.
Trois places européennes sont attribuées par le biais du championnat : le premier du championnat se qualifiant pour le premier tour de qualification de la Ligue des champions 2025-2026 tandis que le deuxième et le troisième obtiennent une place pour le deuxième tour de qualification de la Ligue Conférence 2025-2026. Une autre place pour la Ligue Europa 2025-2026 est attribuée au vainqueur de la Coupe de Roumanie 2024-2025. Si le vainqueur de cette dernière compétition est déjà qualifié en coupe d'Europe par un autre biais, sa place est alors réattribuée au deuxième du championnat.
En fin de saison le FCSB remporte son 28e titre de champion de Roumanie.

## Participants
- FC Farul Constanța
- CFR Cluj
- FCSB
- CS Universitatea Craiova
- FC Rapid Bucarest
- ACS Sepsi OSK Sfântu Gheorghe
- FC Petrolul Ploiești
- FC Universitatea Cluj
- FC Botosani
- FC Hermannstadt
- UTA Arad
- FC Politehnica Iași
- SC Oțelul Galați
- FC Dinamo Bucarest
- AFC Unirea Slobozia - promu de D2
- Fotbal Club Gloria Buzău- promu de D2

## Règlement
Le classement est établi suivant le barème de points classique, une victoire valant trois points, un match nul un seul et une défaite aucun.
En cas d'égalité de points, les équipes concernées sont dans un premier temps départagées sur la base de résultats en confrontations directes (points, différence de buts et nombre de buts marqués), suivi de la différence générale et enfin du nombre de buts marqués.
Lors de la deuxième phase, en cas d'égalité de points, les points au total sans arrondis à la suite de la division par deux entre les deux phases sont le premier critère de départage, puis le nombre de points lors de la première phase.

## Phase régulière

### Classement
| Rang | Équipe                        | Pts | J  | G  | N  | P  | Bp | Bc | Diff |
| ---- | ----------------------------- | --- | -- | -- | -- | -- | -- | -- | ---- |
| 1    | FCSB T S                      | 56  | 30 | 15 | 11 | 4  | 43 | 24 | +19  |
| 2    | CFR Cluj C                    | 54  | 30 | 14 | 12 | 4  | 56 | 32 | +24  |
| 3    | CS Universitatea Craiova      | 52  | 30 | 14 | 10 | 6  | 45 | 28 | +17  |
| 4    | FC Universitatea Cluj         | 52  | 30 | 14 | 10 | 6  | 43 | 27 | +16  |
| 5    | FC Dinamo Bucarest            | 51  | 30 | 13 | 12 | 5  | 41 | 26 | +15  |
| 6    | FC Rapid Bucarest             | 46  | 30 | 11 | 13 | 6  | 35 | 26 | +9   |
| 7    | ACS Sepsi OSK Sfântu Gheorghe | 41  | 30 | 11 | 8  | 11 | 38 | 35 | +3   |
| 8    | FC Hermannstadt               | 41  | 30 | 11 | 8  | 11 | 34 | 40 | -6   |
| 9    | FC Petrolul Ploiești          | 40  | 30 | 9  | 13 | 8  | 29 | 29 | 0    |
| 10   | FC Farul Constanța            | 35  | 30 | 8  | 11 | 11 | 29 | 38 | -9   |
| 11   | UTA Arad                      | 34  | 30 | 8  | 10 | 12 | 28 | 35 | -7   |
| 12   | SC Oțelul Galați              | 32  | 30 | 7  | 11 | 12 | 24 | 32 | -8   |
| 13   | FC Politehnica Iași           | 31  | 30 | 8  | 7  | 15 | 29 | 46 | -17  |
| 14   | FC Botosani                   | 31  | 30 | 7  | 10 | 13 | 26 | 37 | -11  |
| 15   | AFC Unirea Slobozia P         | 26  | 30 | 7  | 5  | 18 | 28 | 47 | -19  |
| 16   | Fotbal Club Gloria Buzău P    | 20  | 30 | 5  | 5  | 20 | 25 | 51 | -26  |

Qualifications
- 1er au 6e : groupe championnat
- 7e au 16e : groupe relégation

Abréviations

## Deuxième phase
À l'issue de la première phase, les équipes sont divisées en deux groupes. Les six premiers au classement sont ainsi intégrés au groupe championnat, dans lequel sont déterminés le vainqueur de la compétition ainsi que la répartition des places européennes, tandis que les dix derniers sont placés dans le groupe relégation, qui sert à déterminer les équipes reléguées.
Les équipes se rencontrent à nouveau à deux reprises, une fois à domicile et à l'extérieur, pour le groupe championnat, tandis que les équipes du groupe relégation s'affrontent une seule fois. Les règles de classification demeurent les mêmes.
Les clubs emportent la moitié des points acquis lors de la première phase, arrondis au chiffre supérieur.

### Groupe championnat
| Rang | Équipe                   | Pts | J  | G | N | P | Bp | Bc | Diff |
| ---- | ------------------------ | --- | -- | - | - | - | -- | -- | ---- |
| 1    | FCSB T                   | 52  | 10 | 7 | 3 | 0 | 18 | 9  | +9   |
| 2    | CFR Cluj C               | 43  | 10 | 4 | 4 | 2 | 17 | 11 | +6   |
| 3    | CS Universitatea Craiova | 40  | 10 | 4 | 2 | 4 | 13 | 11 | +2   |
| 4    | FC Universitatea Cluj    | 39  | 10 | 4 | 1 | 5 | 12 | 15 | -3   |
| 5    | FC Rapid Bucarest        | 33  | 10 | 2 | 4 | 4 | 12 | 17 | -5   |
| 6    | FC Dinamo Bucarest       | 31  | 10 | 1 | 2 | 7 | 10 | 19 | -9   |

Qualifications européennes
Ligue des champions 2025-2026
- 1er : premier tour de qualification

Ligue Europa 2025-2026
- C : premier tour de qualification

Ligue Conférence 2025-2026
- 3e et 4e : deuxième tour de qualification

Abréviations

### Groupe relégation
| Rang | Équipe                        | Pts | J | G | N | P | Bp | Bc | Diff |
| ---- | ----------------------------- | --- | - | - | - | - | -- | -- | ---- |
| 7    | FC Hermannstadt               | 36  | 9 | 4 | 3 | 2 | 12 | 8  | +4   |
| 8    | SC Oțelul Galați              | 35  | 9 | 6 | 1 | 2 | 13 | 5  | +8   |
| 9    | FC Petrolul Ploiești          | 31  | 9 | 3 | 2 | 4 | 10 | 10 | 0    |
| 10   | UTA Arad                      | 31  | 9 | 4 | 2 | 3 | 9  | 11 | -2   |
| 11   | Farul Constanța               | 31  | 9 | 3 | 4 | 2 | 12 | 9  | +3   |
| 12   | FC Botosani                   | 29  | 9 | 4 | 1 | 4 | 11 | 12 | -1   |
| 13   | FC Politehnica Iași           | 28  | 9 | 3 | 3 | 3 | 9  | 5  | +4   |
| 14   | AFC Unirea Slobozia P         | 27  | 9 | 3 | 5 | 1 | 11 | 8  | +3   |
| 15   | ACS Sepsi OSK Sfântu Gheorghe | 26  | 9 | 1 | 2 | 6 | 7  | 16 | -9   |
| 16   | FC Gloria Buzău P             | 17  | 9 | 2 | 1 | 6 | 4  | 14 | -10  |

Relégation en 2e division
- 13e et 14e : barrages de relégation

- 15e et 16e : relégation

Abréviations
P : Promu de deuxième division

### Barrages de relégation
Les 13e et 14e de première division affrontent les 3e et 4e de deuxième division. Le deuxième de Liga II, CSA Steaua Bucarest, étant le club de l'armée n'est pas éligible à la promotion, donc le champion et le troisième sont promus en première division et le quatrième et le cinquième jouent les barrages.
| Équipe                   | Aller | Total           | Retour | Équipe                         |
| ------------------------ | ----- | --------------- | ------ | ------------------------------ |
| FC Politehnica Iași (D1) | 1 - 1 | 1 - 2           | 0 - 1  | FC Metaloglobus București (D2) |
| C Voluntari (D2)         | 2 - 1 | 2 - 2 (tab 3-4) | 0 - 1  | AFC Unirea Slobozia (D1)       |

Légende des couleurs
- Le club se maintient en première division.
- Promotion en première division.
- Le club reste en deuxième division.
- Relégation en deuxième division.

## Bilan de la saison
| Championnat de Roumanie de football 2024-2025 |                               |
| Champion                                      | FCSB (28e titre)              |
| Dauphin                                       | CFR Cluj                      |
| Coupes et trophées                            |                               |
| Vainqueur de la Coupe de Roumanie 2024-2025   | CFR Cluj                      |
| Vainqueur de la Supercoupe de Roumanie 2024   | FCSB                          |
| Qualifications continentales                  |                               |
| Ligue des champions 2025-2026                 | FCSB                          |
| Ligue Europa 2025-2026                        | CFR Cluj                      |
| Ligue Conférence 2025-2026                    | FC Universitatea Cluj         |
| Ligue Conférence 2025-2026                    | CS Universitatea Craiova      |
| Promotions et relégations                     |                               |
| Promus en Liga I                              | Fotbal Club Argeș Pitești     |
| Promus en Liga I                              | FK Csíkszereda Miercurea Ciuc |
| Promus en Liga I                              | FC Metaloglobus București     |
| Relégués en Liga II                           | Fotbal Club Gloria Buzău      |
| Relégués en Liga II                           | FC Politehnica Iași           |
| Relégués en Liga II                           | ACS Sepsi OSK Sfântu Gheorghe |